# Emil Giljam
Carl Emil van Giljam, född 22 januari 1905, död 23 september 1947, var en svensk kemist, matematiklärare, läroboksförfattare och översättare.
Giljam tog studentexamen i Malmö 1924 och blev 1931 filosofie doktor. Han var anställd som kemist vid Ingenjörsvetenskapsakademin och vid Kemiska Kontrollbyrån i Stockholm innan han kom till Stockholms tekniska institut (grundat 1924), där han blev överlärare i matematik och administrativ chef vid dess kemisk-tekniska fackavdelning. Giljam såg till att undervisning i nomografi, konsten att konstruera nomogram, 1938 blev obligatorisk vid STI. Två år senare utkom hans lärobok i ämnet, den första på svenska.